# Hippotion batschi
Hippotion batschi är en fjärilsart som beskrevs av Keferst. 1878. Hippotion batschi ingår i släktet Hippotion och familjen svärmare. Inga underarter finns listade i Catalogue of Life.